# الی لانگ
آلکساندرا "الی" لینزلی لانگ باتیستا (انگلیسی: Alexandra "Allie" Linsley Long Batista؛ زادهٔ ۱۳ اوت ۱۹۸۷) بازیکن فوتبال در پست هافبک اهل ایالات متحده آمریکا است.

## باشگاهی
از باشگاه‌هایی که در آن بازی کرده‌است می‌توان به باشگاه فوتبال چلسی، مجیک‌جک، واشینگتن فریدام، باشگاه فوتبال پاری سن ژرمن، باشگاه فوتبال زنان پاری سن ژرمن، باشگاه فوتبال پورتلند تورنز، و اسکای بلو اف‌سی اشاره کرد.

## تیم ملی
وی همچنین در تیم‌های ملی فوتبال United States women's national under-20 soccer team, United States women's national under-23 soccer team، و زنان ایالات متحده آمریکا بازی کرده‌است.

## جوایز
وی برنده مدال طلا جام جهانی فوتبال زنان ۲۰۱۹ شده‌است.